# Едуардо Камавинга
Едуардо Челми Камавинга (на френски: Eduardo Celmi Camavinga) е френски футболист, играещ като полузащитник за испанския отбор Реал Мадрид.

## Биография
Камавинга е роден в бежански лагер в Миконж, Ангола, на 10 ноември 2002 г., от конгоански родители, избягали от Киншаса. Семейството му се премества във Франция, когато е на 2 г., а по-късно се преместват във Фужер, където той израства. Като малък практикува джудо известно време, преди да се откаже, за да се съсредоточи единствено и само върху футбола. През 2013 г. къщата на Камавинга изгаря, унищожавайки по-голямата част от имуществото на семейството. Едуардо твърди, че това е мотивацията, която го тласка да продължи кариерата си във футбола.

## Клубна кариера

### Рен
Камавинга е част от младежката школа на Рен от 11-годишна възраст. Той подписва първия си професионален договор на 14 декември 2018 г., на 16 години и един месец, ставайки най-младият професионален играч в клуба. Прави своя дебют за Рен в мач от Лига 1 при равенството 3:3 срещу Анже на 6 април 2019 г., като така се превръща в най-младият играч, играл някога за първия отбор на Рен на 16 години и четири месеца.
На 18 август 2019 г. Камавинга прави асистенция и е награден с наградата „играч на мача“ при победата с 2:1 над Пари Сен Жермен. Той вкара първия си гол за Рен при победата с 1:0 срещу отбора на Лион на 15 декември 2019 г., в 89-ата минута на мача.
През сезон 2020/21 г. на Шампионската лига участва в четири мача за Рен срещу отборите на Краснодар, Челси и Севиля.

### Реал Мадрид
На 31 август 2021 г. Реал Мадрид съобщава на клубния си сайт, че Камавинга е вече техен играч със сключен договор до 30 юни 2027 година. Сумата по сделката не се съобщава, но според повечето източници тя възлиза на 31 млн. евро, като има включени и бонуси за 10 млн. евро.
На 12 септември 2021 г. прави дебют за Реал Мадрид, влизайки като резерва на мястото на Еден Азар в 66 минута при домакинската победа над Селта с 5:2. Шест минути по-късно, в 72 минута, отбелязва и първия си гол, след като в една от атаките на отбора, Лука Модрич стреля към вратата на противника. Вратарят успява да избие топката, като по този начин тя се озовава в краката на Камавинга, който с плътен и премерен удар се разписва за 4:2. На 15 септември прави дебют с Реал Мадрид и в Шампионската лига в първи мач от груповата фаза при гостуването на Интер. Влиза отново като резерва на мястото на Лука Модрич в 80 минута, а няколко минути по-късно прави асистенция за победния гол на Родриго Гоеш за 0:1 в 89 минута на срещата. Прави дебют като титуляр при домакинската победа над Майорка с 6:1 на 22 септември 2021 г., като изиграва 60 минута и след това е заменен от Антонио Бланко.

## Национален отбор
До 2019 г. се води гражданин на Ангола, но на 5 ноември 2019 г. получава френско гражданство, което му позволява да играе за Франция. На 11 ноември 2019 г. получава повиквателна за Франция до 21 г. за мачовете срещу Грузия до 21 г. и Швейцария до 21 г..
На 27 август 2020 г. получава повиквателна и за първия отбор на Франция, след като Пол Погба е отстранен след положителен тест за COVID-19. Така той става най-младият играч, който е получил повиквателна за първия отбор след Рене Жирар от 1932 година. На 8 септември той дебютира при победата с 4:2 срещу Хърватия в Лига на нациите на УЕФА, влизайки като резерва на Н'Голо Канте в средата на второто полувреме. По този начин той става най-младият играч за националния отбор на Франция след Морис Гастигер от 1914 година.
На 7 октомври 2020 г. Камавинга започва като титуляр в приятелска среща за Франция при победата със 7:1 срещу Украйна, като вкара и първия си гол, откривайки резултата след удар с глава. Това го прави най-младият голмайстор за Франция след Морис Гастигер през 1914 година.